# Duffield
Duffield är en ort och civil parish i Storbritannien.   Den ligger i distriktet Amber Valley i grevskapet Derbyshire i riksdelen England, i den södra delen av landet, 190 km nordväst om huvudstaden London. Duffield ligger 61 meter över havet och antalet invånare är 4 687.
Terrängen runt Duffield är huvudsakligen platt, men norrut är den kuperad. Duffield ligger nere i en dal. Runt Duffield är det mycket tätbefolkat, med 2 431 invånare per kvadratkilometer. Närmaste större samhälle är Derby, 7,1 km söder om Duffield. Omgivningarna runt Duffield är en mosaik av jordbruksmark och naturlig växtlighet.